# جان ميريل
جان ميريل (بالإنجليزية: Jean Merrill)‏ هي كاتِبة وكاتبة للأطفال أمريكية، ولدت في 27 يناير 1923 في روتشستر في الولايات المتحدة، وتوفيت في 2 أغسطس 2012 في راندولف في الولايات المتحدة بسبب سرطان.